# Recep Aydın
Recep Aydin (sinh 27 tháng 1 năm 1990) là một cầu thủ bóng đá Thổ Nhĩ Kỳ thi đấu ở vị trí tiền vệ cho Giresunspor mượn từ Konyaspor.